# Cupcake (How I Met Your Mother)
Cupcake är det sextonde avsnittet av första säsongen av TV-serien How I Met Your Mother. Det hade premiär på CBS den 6 mars 2006.

## Sammandrag
Victoria får jobb i Tyskland och Ted är osäker på om han klarar ett distansförhållande. 

## Handling
Victoria har blivit erbjuden att arbeta i ett restauranginstitut i Tyskland. Förhållandet med Ted står inför ett vägskäl. Båda är osäkra på om hon bör flytta, men de är överens om att de inte vill ha ett långdistansförhållande.
Ted funderar tillsammans med Marshall och Barney som provar ut en kostym åt Marshall hos Barneys skräddare. Han ska nämligen gå på en intervju för att bli praktikant på Naturskyddsföreningen. 
Victoria funderar tillsammans med Lily och Robin som provar ut en brudklänning åt Lily. 
Ted bestämmer sig för att Victoria borde åka, och Victoria bestämmer sig för att hon borde stanna. När de möts för att prata ändrar sig däremot båda. De kommer fram till att de måste göra slut, men tillbringar en sista dag tillsammans. När de ska ta farväl vid flygplatsen säger de att de trots allt ska prova ett långdistansförhållande.
Marshall köper en väldigt fin kostym. Den visar sig vara dyr. Lily har svårt att hitta en fin brudklänning så hon provar en i det dyrare sortimentet. Efter att hon råkat sätta sig i en tårta måste hon betala för den. Marshall måste därför söka jobb på Barneys arbetsplats så att de kan betala för kläderna.

## Popkulturella referenser
- Robin kallar Victoria för Punky Brewster, vilket anspelar på en huvudkaraktären i komediserien från 1980-talet med samma namn.